# Улица Отдыха (Киев)
У́лиця Отдыха (укр. Вулиця Відпочинку) — улица в Святошинском районе города Киева, местность Святошино.
Протяжённость 750 м.
Пролегает от тупика к улице Ивана Крамского. Возникла в 50-е годы XX столетия под названием Новая́. Современное название — с 1957 года.
Присоединяется улица Анатолия Петрицкого.

## Учреждения
- Городская клиническая больница № 5 (дом № 11).

## Географические координаты
координаты начала 50°27′04″ с. ш. 30°22′59″ в. д.
координаты конца 50°27′02″ с. ш. 30°22′21″ в. д.

## Транспорт
- Троллейбус 7, 7к (по Берестейском просп.), 
41 (по Святошинской улице)
- Станция метро «Святошин»
- Станция метро «Житомирская»

## Почтовый индекс
03115 (начало, середина), 03179 (конец)